# 関門海技協会
一般財団法人 関門海技協会（かんもんかいぎきょうかい）は、小型船舶免許、大型船舶免許の講習を行う団体で、本講習を修了すれば国家試験免除（学科試験・実技試験）される。以前は国土交通省所管の財団法人であったが、公益法人制度改革に伴い一般財団法人へ移行した。

## 概要
- 所在地 - 〒750-0066 山口県下関市東大和町2-3-25
- 創立 - 1958年
- 設立 - 1962年3月
- 主な実施講習
  - 小型船舶操縦士
  - 海技士
  - 海技免状、操縦免許証更新講習
  - 海技免状、操縦免許証失効再交付講習
  - 海技免許講習
  - 小型旅客安全講習
  - 再教育講習
  - 大型受験講習
  - タンカー安全担当者講習
  - 危険物等取扱責任者資格更新講習
  - 六級海技士（航海）第二種養成施設
  - 海上特殊無線技士
  - 遊漁船業務主任者

## 沿革
- 1958年 - 関門海技学院創立
- 1959年 - 下関市今浦町に移転
- 1962年3月 - 財団法人関門海技協会設立
- 1967年 - 下関市東大和町下関海員会館内に移転
- 1968年 - 職業補導所の指定を受ける
- 1971年 - 小型船舶操縦士第二種養成施設の指定を受ける
- 1972年 - 小型船舶操縦士第一種養成施設の指定を受ける
- 1980年 - 下関市東大和町に校舎新築、移転
- 1983年 - タンカー安全担当者講習、免許講習、移行講習機関の指定を受ける
- 1987年 - 更新講習機関の指定を受ける
- 1988年 - 失効再交付講習機関の指定を受ける
- 1989年 - 鹿児島海技免許センター開設
- 1990年 - 福岡海技免許センター開設
- 1991年 - 電子通信移行講習機関の指定を受ける
- 1992年 - 下関海技免許センター開設
- 1995年 - 熊本海技免許センター開設
- 1996年 - 下関海技免許センターを関門海技免許センターに改称
- 1998年 - 船員保険教育訓練給付講座（一級小型新規取得）の指定を受ける
- 2000年 - 第1回危険物等取扱責任者資格更新講習を開催
- 2003年 - 小型船舶教習所の指定を受ける
- 2004年 - 海技免状更新講習実施機関、海技免状失効再交付講習実施機関、操縦免許証更新講習実施機関及び操縦免許証講習失効再交付講習実施機関の登録を受ける。海技免許講習（レーダー観測者講習、レーダー・自動衝突予防援助装置シミュレーター講習、救命講習・機関救命講習、消火講習、上級航海英語講習、航海英語講習、上級機関英語講習及び機関英語講習）実施機関の登録を受ける。小型船舶教習所の登録を受ける
- 2005年 - 甲種危険物等取扱責任者登録学科講習実施機関及び安全担当者登録実施機関の登録を受ける。六級海技士（航海）第二種船舶職員養成施設の登録を受ける
- 2008年 - 遊漁船業務の適正化に関する法律に規程する遊漁船業務主任者を養成するための講習認定を農林水産省から認定を受ける
- 2010年 - 熊本海技免許センター閉鎖
- 2012年 - 公益法人改革により総理大臣の認可を受け、一般財団法人関門海技協会に移行

## 各事務所
- 関門海技免許センター - 〒750-0066 山口県下関市東大和町2-3-25
- 福岡海技免許センター - 〒812-0013 福岡県福岡市博多区博多駅東2-17-5　A.R.Kビル3F
- 鹿児島海技免許センター - 〒892-0823 鹿児島県鹿児島市住吉町13-1　海陸ビル